# Absolwent szkoły wojskowej
Absolwent szkoły wojskowej – żołnierz kończący szkołę wojskową.
Absolwentami szkoły wojskowej są żołnierze, którzy ukończyli szkołę podoficerską, chorążych, oficerską, akademię wojskową. Po jej ukończeniu otrzymują oprócz dyplomu stopień wojskowy oraz tytuł zawodowy, bądź tylko stopień wojskowy lub tylko tytuł zawodowy, który z reguły jest odpowiedni do poziomu i profilu nauki. W Wojsku Polskim absolwent, który ukończył Wyższą Szkołę Oficerską Wojsk Zmechanizowanych otrzymuje stopień podporucznika i tytuł inżyniera, absolwent Wojskowej Akademii Medycznej otrzymuje stopień podporucznika i tytuł lekarza, absolwent Akademii Sztabu Generalnego tytuł oficera dyplomowanego.
Absolwentami w niektórych armiach zachodnich, a zwłaszcza wyższych uczelni wojskowych typu akademickiego, słuchaczami są także osoby cywilne, które mogą być przewidziane na stanowiska wyższych urzędników wojskowych. Jednak tacy absolwenci po ich ukończeniu nie otrzymują stopni wojskowych. 